# Observatori de Vassar

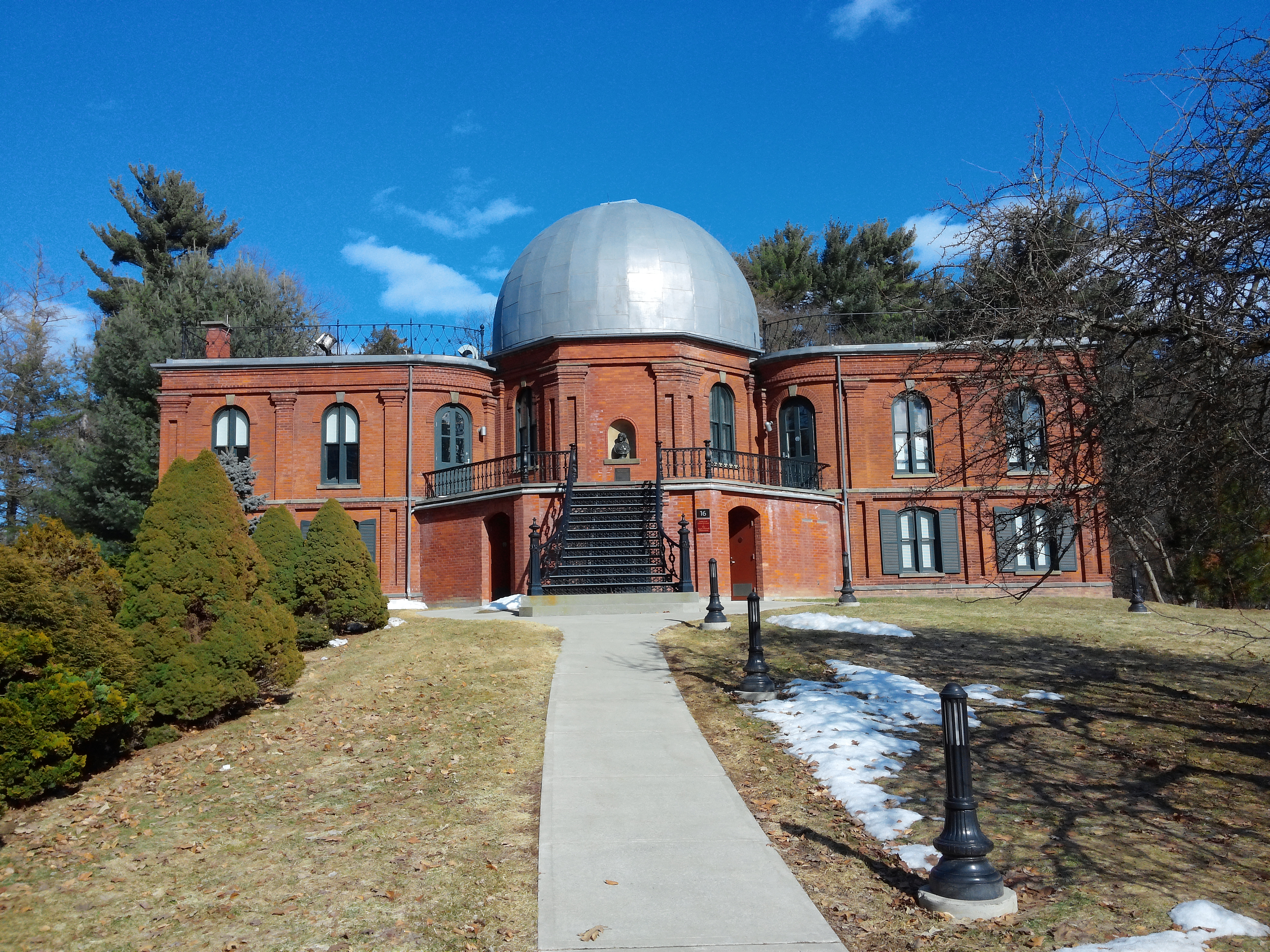
Observatori de Vassar al març de 2014 amb la cúpula clausurada

L'Observatori de Vassar és un observatori astronòmic de la universitat privada Vassar College localitzat a prop la vora oriental del Poughkeepsie, a Nova York. Es va acabar de construir el 1865, va ser el primer edifici del campus de la universitat, fins i tot més antic que l'Edifici Principal, amb quin comparteix l'estatus de National Historic Landmark (llocs amb interés històric dels Estats Units). La importància de l'observatori és a causa de la seva associació amb Maria Mitchell, la primera dona astrònoma àmpliament reconeguda als Estats Units.
Com la universitat ha construït un observatori nou en un turó a prop d'uns dels extrems del campus, l'edifici ja no es fa servir per a l'astronomia. El 2008 va experimentar una amplia restauració i renovació i ara alberga les oficines del Departament d'Educació i aules.

## Història

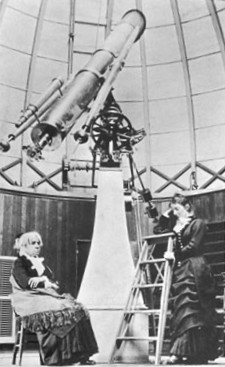
Maria Mitchell (asseguda) sota la cúpula del l'Observatori de Vassar

Mitchell, la primera directora de l'observatori, es va dedicar principalment a observar planetes i els seus satèl·lits i va ser una fervent defensora de la utilització de l'observatori per a la docència. Sovint es podia trobar a les estudiants utilitzant tant el telescopi principal com altres instruments més petits. A més de servir com un recurs educatiu i de recerca, l'observatori original també va ser dissenyat com una instal·lació única combinant els recursos d'investigació adequats amb l'espai per a la docència i els allotjaments residencials apropiats, de fet va servir com a casa per Maria i el seu pare durant i després del seu activitat com a professora.
El 1888 la professora Mary W. Whitney, que havia estat una estudiant de Mitchell, en va assumir la direcció. Whitney es va dedicar a estudiar els cometes i als anys 1890, 1892 i 1895 va publicar la seva recerca a l'Astronomical Journal.
El 1904 Popular Astronomy ja va anotar que "En general la feina feta a Vassar és similar a aquella feta a diversos dels petits Observatoris alemanys i italians".
L'edifici va ser declarat un National Historic Landmark el 1991.
Actualment el vell observatori ja no es fa servir per fer recerca. Mentre que l'edifici encara existeix, el telescopi ha estat retirat i la majoria de l'edifici es fa servir com espai d'oficina. Al final dels anys 1990, es va construir un nou observatori en el campus de Vassar. L'Observatori del curs del '51, construït el 1997 i que va ser finançat per les integrants del curs de 1951 de Vassar que van donar fons per a la seva construcció amb motiu de la seva quaranta-cinquena trobada, és una instal·lació moderna que alberga dos telescopis; un reflector de 20 polzades, utilitzada principalment per activitats adeçades al públic en general, i un altre de 32 polzades, també reflector que es fa servir per a la docència i la recerca. Està vinculat amb el telescopi Austin-Fellows de l'Stull Observatori a l'Alfred University per ser el segón telescopi òptic més gran de l'estat de Nova York, el primer és el reflector de 40 polzades del SUNY Oneonta College Observatory.

### Llista de directores
- Maria Mitchell (1865–1888)
- Mary W. Whitney (1888–1895)
- Caroline Furness (1895–1936)
- Maud Worcester Makemson (1936-1957)